# Chlorella vulgaris
Chlorella vulgaris is een microalg die onder andere kan worden gebruikt als biobrandstof of als voedingssupplement.

## Introductie
C. vulgaris is een eukaryote microalg van het geslacht Chlorella. De eencellige alg is ontdekt in 1890 door Martinus Willem Beijerinck. In het begin van de jaren 1990, hebben Duitse wetenschappers ontdekt dat er veel eiwitten in C. vulgaris aanwezig zijn.

## Productie
De jaarlijkse wereldwijde productie van verscheidene soorten van het geslacht Clorella in 2009 bedroeg 2000 ton (drooggewicht), vooral geproduceerd door Duitsland, Japan en Taiwan. C. vulgaris is bij uitstek geschikt voor productie door zijn resistentie tegen ruige omstandigheden. Onder goede omstandigheden zal het eiwitgehalte stijgen. Er zijn verscheidene groeimethodes die de autotrofe, heterotrofe en mixotrofe eigenschappen van C. vulgaris gebruiken. Meestal wordt de biomassa geoogst door centrifugatie, omdat deze methode erg efficiënt is.

## Toepassingen
C. vulgaris zal in de toekomst gebruikt kunnen worden als biobrandstof. Het is een goed alternatief voor andere biobrandstoffen die op het moment worden gebruikt, zoals soja en koolzaad. Dit komt doordat het kweken van algen over het algemeen compacter is. C. vulgaris maakt daarnaast ook veel vetten aan, meer dan de hedendaagse biobrandstoffen. Ook kan C. vulgaris worden gebruikt als voedsel. Het aandeel van eiwitten van het drooggewicht van C. vulgaris varieert tussen de 42 en de 58%. Deze eiwitten zijn ook van goede voedingskwaliteit. De algen produceren daarnaast ook vetten en koolhydraten, en enkele pigmenten.